# Roda de Eresma
Roda de Eresma es un municipio y localidad española de la provincia de Segovia, en la comunidad autónoma de Castilla y León. Pertenece a la comarca de la Campiña Segoviana. Tiene una superficie de 9,96 km².

## Historia
Se sabe de la ocupación de la zona en tiempos romanos debido al descubrimiento de una necrópolis tardorromana, siglos IV-V d. C. y la presencia del Puente Canto siglo III sobre el arroyo Medel. La primera vez que se conoce una mención de Roda con este nombre, corresponde a un documento eclesiástico escrito del Archivo Catedralicio de Segovia, data del 1 de junio de 1247, como consecuencia de las relaciones de préstamo efectuadas por la mesa episcopal y por la de los canónigos a los colonos que trabajan las tierras propiedad de la Iglesia.
Hasta la reforma de la nomenclatura municipal de 1916 el municipio se llamaba simplemente Roda. En dicha fecha su nombre fue modificado por el de Roda de Eresma.

## Geografía

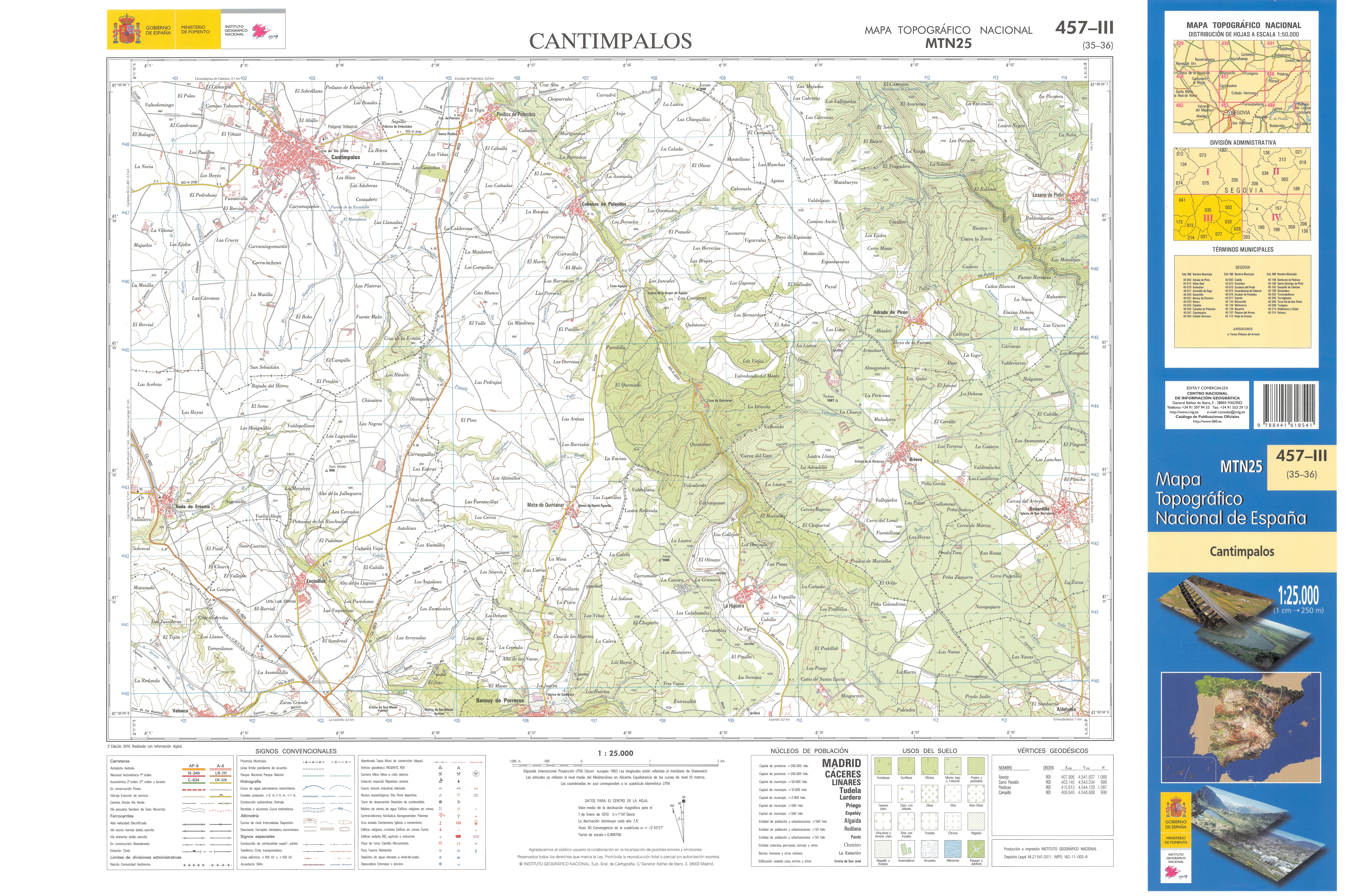
Fragmento de la hoja 457 del Mapa Topográfico Nacional de España de 2010 en el que se representa parte de Roda de Eresma

| Noroeste: Cantimpalos                                      | Norte: Cantimpalos | Noreste: Cantimpalos |
| Oeste: enclave deCarbonero de Ahusín (Armuña), Los Huertos |                    | Este: Encinillas     |
| Suroeste: Los Huertos                                      | Sur: Encinillas    | Sureste: Encinillas  |

## Demografía
Cuenta con una población de 253 habitantes (INE 2024).
| Gráfica de evolución demográfica de Roda de Eresma entre 1842 y 2021 |
| |
| Población de derecho según los censos de población del INE Población de hecho según los censos de población del INEEn estos censos se denominaba Roda: 1842, 1857, 1860, 1877, 1887, 1897, 1900 y 1910 |

| 172           | 298 | 97 | 106 | 107 | 112 | 147 | 177 | 210 | 220 | 225 | 216 | 201 | 185 | 186 | 197 | 225 |
| (Fuente: INE) |     |    |     |     |     |     |     |     |     |     |     |     |     |     |     |     |

## Administración y política
| Periodo   | Nombre                                                                                          | Partido   |
| --------- | ----------------------------------------------------------------------------------------------- | --------- |
| 1979-1983 | Gregorio Rubio Fuentes                                                                          | UCD       |
| 1983-1987 | Ángel Santos de Frutos Rubio                                                                    | AP-PDP-UL |
| 1987-1991 | Juan José Frutos Velasco                                                                        | CDS       |
| 1991-1995 | Inés Gil Díaz                                                                                   | PP        |
| 1995-1999 | Inés Gil Díaz                                                                                   | PP        |
| 1999-2003 | Rubén Muñoz De Frutos                                                                           | PP        |
| 2003-2007 | Rubén Muñoz De Frutos                                                                           | PP        |
| 2007-2011 | Antonio Cuadrado Fernández                                                                      | PP        |
| 2011-2015 | Tomás Martín Casado García                                                                      | PSOE      |
| 2015-2019 | Tomás Martín Casado García                                                                      | PSOE      |
| 2019-2023 | Tomás Martín Casado García (2019-agosto de 2022) Francisco Escudero Escribano (agosto de 2022-) | PSOE      |
| 2023-act. | Francisco Escudero Escribano                                                                    | PSOE      |

## Patrimonio

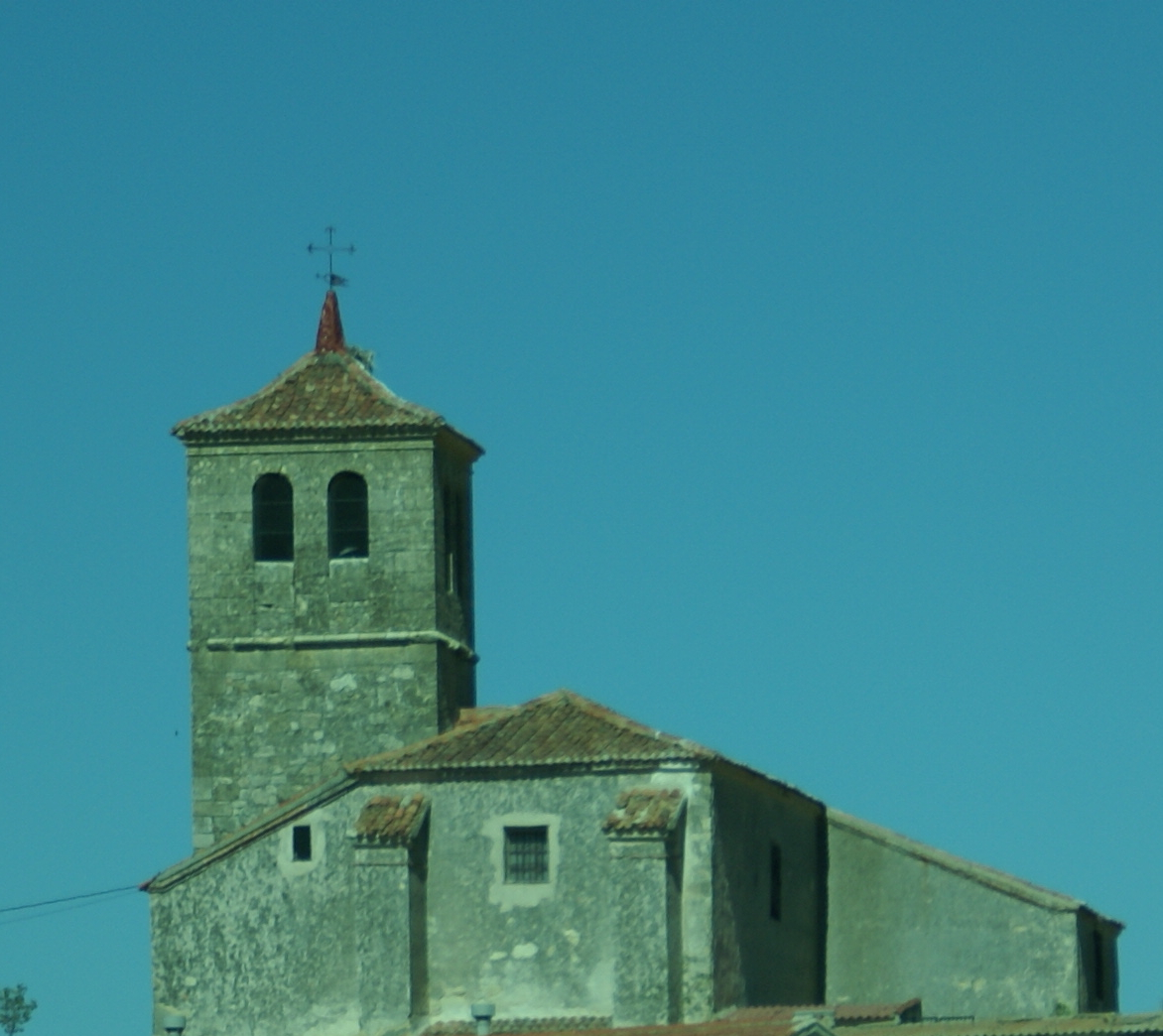
Iglesia de Nuestra Señora de la Asunción

- Iglesia de Nuestra Señora de la Asunción;
- Puente Canto y aljibe de la Fuente Vieja;
- Necrópolis tardorromana, siglos IV-V d. C.

## Fiestas
El día 13 de junio, San Antonio de Padua.